# NGC 6354
NGC 6354 est un groupe de quatre étoiles située dans la constellation du Scorpion. L'astronome américain Edward Emerson Barnard a enregistré la position de groupe en 1884.